# Agathe Bousquet
Pour les articles homonymes, voir Bousquet.
Agathe Bousquet, née le 16 juillet 1973 à Vélizy-Villacoublay, est une femme d’affaires française spécialiste des domaines de la communication et de la publicité. Après avoir travaillé chez Havas, elle est désormais dirigeante des activités de Publicis Groupe en France.

## Biographie

### Jeunesse et études
Agathe Bousquet naît le 16 juillet 1973 dans une famille aisée.  Ses parents sont ingénieurs et vivent en région parisienne. Elle est admise à l'Institut d'études politiques de Paris, dont elle est diplômée en 1994 (section Communication et ressources humaines). Elle poursuit en parallèle un cursus de gestion à l’université Paris-Dauphine.

### Parcours professionnel
Agathe Bousquet commence à s’impliquer dans la vie associative alors qu’elle est encore étudiante à Sciences Po : elle participe à la fondation de l’association Solidarité Sida en 1992 à la suite du décès d’un proche d’un ami,. Elle y reste ensuite comme salariée pendant cinq ans, et contribue à la création et à l’essor du festival Solidays.
Elle rejoint ensuite le monde de la publicité, en devenant consultante chez Euro RSCG C&O en 2001, qui change de nom en 2012 pour devenir Havas Worldwide Paris dans le cadre de la transformation d’Euro RSCG en Havas Worldwide. La même année, elle est nommée P-DG d’Havas Worldwide Paris, après avoir successivement gravi les échelons de directrice associée, partner, puis directrice générale adjointe. Elle s’y occupe notamment des campagnes  de la Poste et d’EDF,.
En 2017, elle est recrutée par Arthur Sadoun pour prendre la tête des opérations françaises de Publicis Groupe, à la surprise générale,. Elle est remplacée temporairement par Yannick Bolloré et Christophe Coffre, puis par Julien Carette, président d’Havas Events, chez Havas.